# Mieczysław Nowakowski
Mieczysław Nowakowski (ur. 13 października 1934 we Włodzimierzu Wołyńskim, zm. 28 lutego 2017 w Warszawie) – polski dyrygent i pedagog.

## Działalność muzyczna

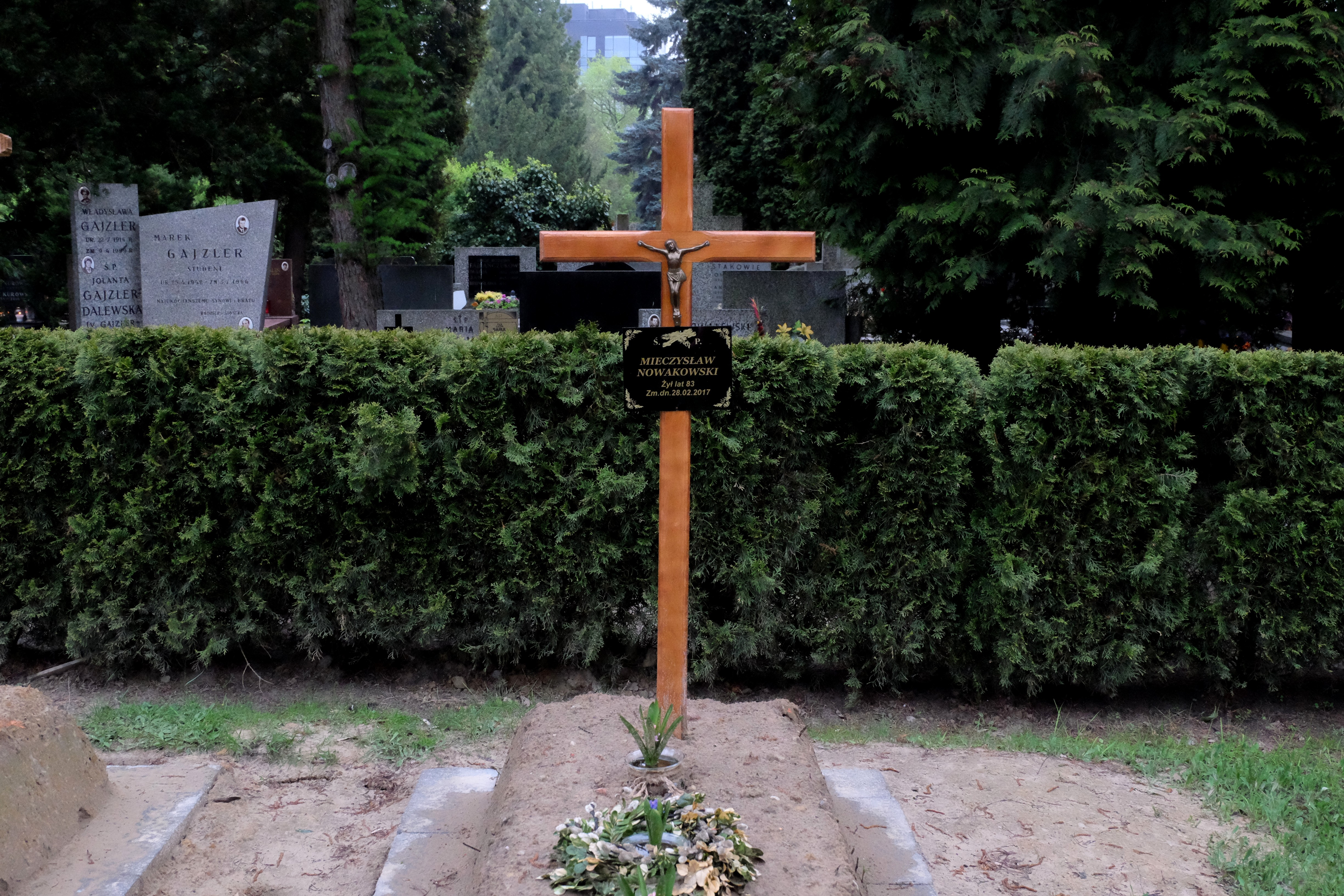
Grób Mieczysława Nowakowskiego na Cmentarzu Wojskowym na Powązkach w Warszawie

W 1959 uzyskał dyplom z zakresu dyrygentury w Państwowej Wyższej Szkole Muzycznej w Warszawie w klasie Bohdana Wodiczki. W 1964 odbył kurs dyrygencki u Franco Ferrary w Wenecji. W 1958 jako student IV roku, rozpoczął pracę jako dyrygent w Teatrze Muzycznym w Gdyni i z tą sceną współpracował do 1961, w latach 1961-1969 pracował w Teatrze Wielkim w Warszawie, a w latach 1964-1970 równocześnie w warszawskim Teatr Komedia (najpierw jako dyrygent, a od 1967 także jako dyrektor muzyczny.
W latach 1969–1972 był dyrektorem i kierownikiem artystycznym Opery w Poznaniu. W latach 1972–1973 pracował w Telewizji Polskiej w Warszawie w Naczelnej Redakcji Muzyki, gdzie doprowadził do realizacji filmu Jutro według dramatu muzycznego Tadeusza Bairda. Film ten zdobył w 1974 główną nagrodę - „Złotą Palmę” na festiwalu Interwizji.
W latach 1973–1981 - dyrygentem i kierownikiem muzycznym Teatru Wielkiego w Warszawie. W 1975 r. dyrygował polską prapremierą opery Krzysztofa Pendereckiego „Diabły z Loudun”. Często koncertował w kraju i zagranicą. Dokonał licznych nagrań dla Polskiego Radia. W 1979 i 1981 r. wystawił w Tokio kolejno dwie opery Stanisława Moniuszki: „Straszny dwór” i „Hrabinę”. W sezonach 1981–1983 kierował Filharmonią w Olsztynie.
W latach 1984–1988 był dyrektorem artystycznym Filharmonii Pomorskiej w Bydgoszczy. Zadebiutował 12 października 1984 r. uwerturą do opery „Moc przeznaczenia” G. Verdiego, poematem symfonicznym „Co słychać w górach” F. Liszta oraz koncertem skrzypcowym a-moll A. Dvořáka. 7 lutego 1986 r. zaprezentował światową prapremierę opery bułgarskiej kompozytorki Jivki Klinkovej „Cyryl i Metody”, co przyniosło spory rozgłos zagraniczny. Dzięki jego staraniom Bydgoszcz była trzecim polskim miastem (po Wrocławiu i Krakowie), w którym zabrzmiało „Requiem polskie” Krzysztofa Pendereckiego (1987). W latach 1984–1988 współpracował także z operą w Skopju jako dyrektor artystyczny i dyrygent.
W latach 1988–1990 był dyrektorem Orkiestry Polskiego Radia w Warszawie, w latach 1990-1996 był związany z Warszawską Operą Kameralną.
Od 1986 był wykładowcą, od 1992 do 1995 profesorem Akademii Muzycznej w Warszawie.
Jako członek Towarzystwa Miłośników Muzyki Moniuszki był inicjatorem nadania dworcowi Warszawa Centralna imienia Stanisława Moniuszki.
W 2010 został odznaczony Srebrnym Medalem „Zasłużony Kulturze Gloria Artis”.
Zmarł 28 lutego 2017 roku w Warszawie. Pochowany w Alei Zasłużonych na Cmentarzu Wojskowym na Powązkach (kwatera G-tuje-33).